# Adela Noriega
Adela Noriega (n. Adela Amalia Noriega Méndez, 24 octombrie 1969, Ciudad de México), este o actriță mexicană.

## Filmografie
- Fuego en la sangre (2008)
- La esposa virgen (2005)
- Amor real (2003)
- El manantial (2001)
- El privilegio de amar (1998)
- María Isabel (1997)
- Maria Bonita (1995)
- Guadalupe (1993)
- Dulce desafío (1989)
- Quinceañera (1987)
- Yesenia (1986)
- Un sábado más (1985)
- Juana Iris (1985)
- Principessa (1984)
- ¡¡Cachún cachún ra ra!! (1984-1987)